# Hans-Peter Schlagholz
Hans-Peter Schlagholz (* 15. Dezember 1953 in Wolfsberg, Kärnten) ist ein österreichischer Politiker (SPÖ). Schlagholz war von 1994 bis 2011 Abgeordneter zum Kärntner Landtag und von 2011 bis 2020 Bürgermeister von Wolfsberg.

## Leben
Schlagholz ist seit 1974 politisch aktiv und von Beruf SPÖ-Bezirksgeschäftsführer in Wolfsberg. Er vertritt die SPÖ seit 1979 im Gemeinderat von Wolfsberg, wo er auch die Funktion des Fraktionssprechers innehat. Ab 1994 war er zudem Abgeordneter im Kärntner Landtag. Schlagholz war ab Juli 2008 stellvertretender Klubobmann des SPÖ-Landtagsklubs. Schlagholz kandidierte bei der Landtagswahl 2009 auf Platz 12 der SPÖ-Landesliste und war Spitzenkandidat der SPÖ-Bezirksliste des Bezirks Wolfsberg.
Ab dem 19. Juni 2011 war er Bürgermeister von Wolfsberg. 2020 folgte ihm in diesem Amt Hannes Primus nach.
Hans-Peter Schlagholz ist verheiratet und Vater zweier Kinder. Er lebt in Wolfsberg und ist Vizepräsident des ASKÖ-Kärnten.